# 50th Street (stacja metra na West End Line)
50th Street – stacja metra nowojorskiego, na linii D. Znajduje się w dzielnicy Brooklyn, w Nowym Jorku i zlokalizowana jest pomiędzy stacjami Fort Hamilton Parkway i 55th Street. Została otwarta 24 czerwca 1916.